# Société métallurgique de Lommel
La Société métallurgique de Lommel (dite « de Maatheide ») était une usine de raffinage et production de zinc, installée à Lommel en Belgique. Construite à l'extrême ouest du territoire communal en 1904, elle a ensuite été rachetée par UMICORE, et fermée en 1974. Elle est à l'origine d'une grave pollution de l'eau et des sols, favorisée par des sols localement naturellement acides et perméables, qui s'est étendu bien au-delà des 300 hectares de l'usine, via le vent et la lixiviation des polluants par les eaux pluviales et de nappe, et a provoqué un désert, le Sahara de Lommel, faisant partie du paysage régional Basse Campine.

## Histoire
L'usine de zinc de Lommel a été fondée par les frères Schulte, qui possédaient également une usine similaire à Overpelt.
L'entreprise, connue sous le nom de Société métallurgique de Lommel ou localement désignée par l'usine de zinc, possédait un terrain de landes de 300 hectares sur lequel elle s'est progressivement étendu en construisant une usine de grillage de minerai de zinc puis une usine produisant du zinc grossier, une usine d'acide sulfurique, et d'autres sous-unités industrielles  dont une installation destinée à valoriser le cuivre et le plomb récupérés dans les résidus de fours à zinc. L'usine disposait aussi de son propre laboratoire de chimie/physique.
Elle était stratégiquement positionnée non loin de plusieurs bassins miniers (en France, Belgique et de la Ruhr en Allemagne ; presque en bord à canal (sur le Dedemsvaart (canal)). Elle possédait en outre sa propre ligne de chemin de fer reliant l'usine à son quai de déchargement.
Un habitat ouvrier dits "colonie de travailleurs" (Lommel-Werkplaatsen) a été progressivement construit par l'usine, de la 1904 à 1914, avec un grand nombre de résidences pour travailleurs et d'autres installations - considérées comme excellentes pour l'époque -  à Dubbelrij et dans les environs.
Bien que située en Belgique, l'entreprise était presque entièrement dirigée par des Allemands (en lien avec sa société-sœur (l'usine d'Overpelt) et elle produisait principalement pour fournir en zinc le bassin de la Ruhr.
En 1913, elle fusionne avec l'usine d'Overpelt pour devenir la Compagnie des Métaux d'Overpelt-Lommel.
En 1928, une Société Métallurgique de Corphalie (Le rocher de Corphalie est un massif rocheux près de Huy) a été constituée, avec sa propre usine.

## Difficultés, fermeture
En 1944, l'usine est bombardée par les Alliés. Mais elle est restaurée et légèrement modernisée.
La production d'acide sulfurique est stoppée en 1957, puis une unité de lavage.
En 1969, 344 personnes y travaillent encore ; seuls les fours à zinc et la fabrique de moufles sont encore en activité ; le raffinage se fait à Overpelt. Cette année-là, une fusion a lieu avec l'entreprise métallurgique de Hoboken et avec Métallurgie Hoboken-Overpelt.
Le démantèlement de la société de Lommel se poursuit et fin 1973, les fours à zinc sont chargés pour la dernière fois.
Depuis lors, la production est reportée à Overpelt, en faveur d'un procédé par électrolyse.
L'usine est enfin démolie à partir de 1974. Sibelco a ensuite dépollué et réhabilité le site marqué de nombreuses séquelles de pollution, dont des sols pollués contaminés. En échange Sibelco y a reçu une concession pour l'extraction de sable argenté.

## Patrimoine industriel
Les bâtiments et infrastructures de l'usine ont disparu, mais quelques résidences de la colonie ouvrière ont été préservées.
La Belgique redécouvre le développement remarquable et l'histoire méconnue de l'industrie belge du zinc,.

## Champignon qui protège de la pollution par le zinc
Lors des études des pollutions des sols du Sahara de Lommel, on a découvert un variant génétique d'un champignon (Suillus bovinus), naturellement résistant au zinc, et que ce champignon protège alors aussi les pins de l'écotoxicité de ce métal ;  Cette découverte a confirmé le rôle de champignons et des microbes symbiotes racinaires adaptés à la pollution comme « composante majeure de la stratégie de survie des arbres qui colonisent des sols contaminés ».